# Uitziquiapa
Uitziquiapa är en ort i Mexiko.   Den ligger i kommunen Atlahuilco och delstaten Veracruz, i den sydöstra delen av landet, 230 km öster om huvudstaden Mexico City. Uitziquiapa ligger 2 285 meter över havet och antalet invånare är 260.
Terrängen runt Uitziquiapa är kuperad åt sydväst, men åt nordost är den bergig. Runt Uitziquiapa är det ganska tätbefolkat, med 93 invånare per kvadratkilometer. Närmaste större samhälle är Río Blanco, 20,0 km norr om Uitziquiapa. I omgivningarna runt Uitziquiapa växer i huvudsak blandskog.